# Joži Šalej
Jože »Joži« Šalej, slovenski pianist, pevec in glasbeni pedagog; * 4. december 1972, Slovenj Gradec.

## Življenjepis
Rodil se je v Slovenj Gradcu. V otroštvu je obiskoval Osnovno šolo Mihe Pintarja Toleda v Velenju, kasneje pa Gimnazijo Velenje. Študiral in absolviral je na Akademiji za glasbo Univerze v Ljubljani. Sodeluje v zasedbah raznih zvrsti in z različnimi izvajalci; med njimi z Nano Milčinski, Uršulo Ramoveš, Svetlano Makarovič idr. Bil je gost glasbenih sestavov v predstavah več gledališč, med njimi Mestnega gledališča ljubljanskega in Slovenskega narodnega gledališča Nova Gorica. Deloval je tudi kot korepetitor na Akademiji za gledališče, radio, film in televizijo v Ljubljani.